# Ludovico Urbani
Pour les articles homonymes, voir Urbani.
Ludovico Urbani   (né à San Severino Marche dans la province de Macerata 1460 – 1493) est un peintre italien.

## Biographie
Ludovico Urbani a été actif surtout à San Severino, Recanati ainsi qu'à Macerata et Potenza.
C'est à l'historien de l'art Federico Zeri que l'on doit la découverte de la personnalité de ce peintre resté longtemps dans l'ombre mais qui a été un véritable représentant du courant artistique marchesan oscillant entre courants locaux, sollicitations ombriennes et influencé par Carlo Crivelli.
Lorenzo di Alessandro da Sanseverino a été un de ses collègues contemporains.

## Œuvres

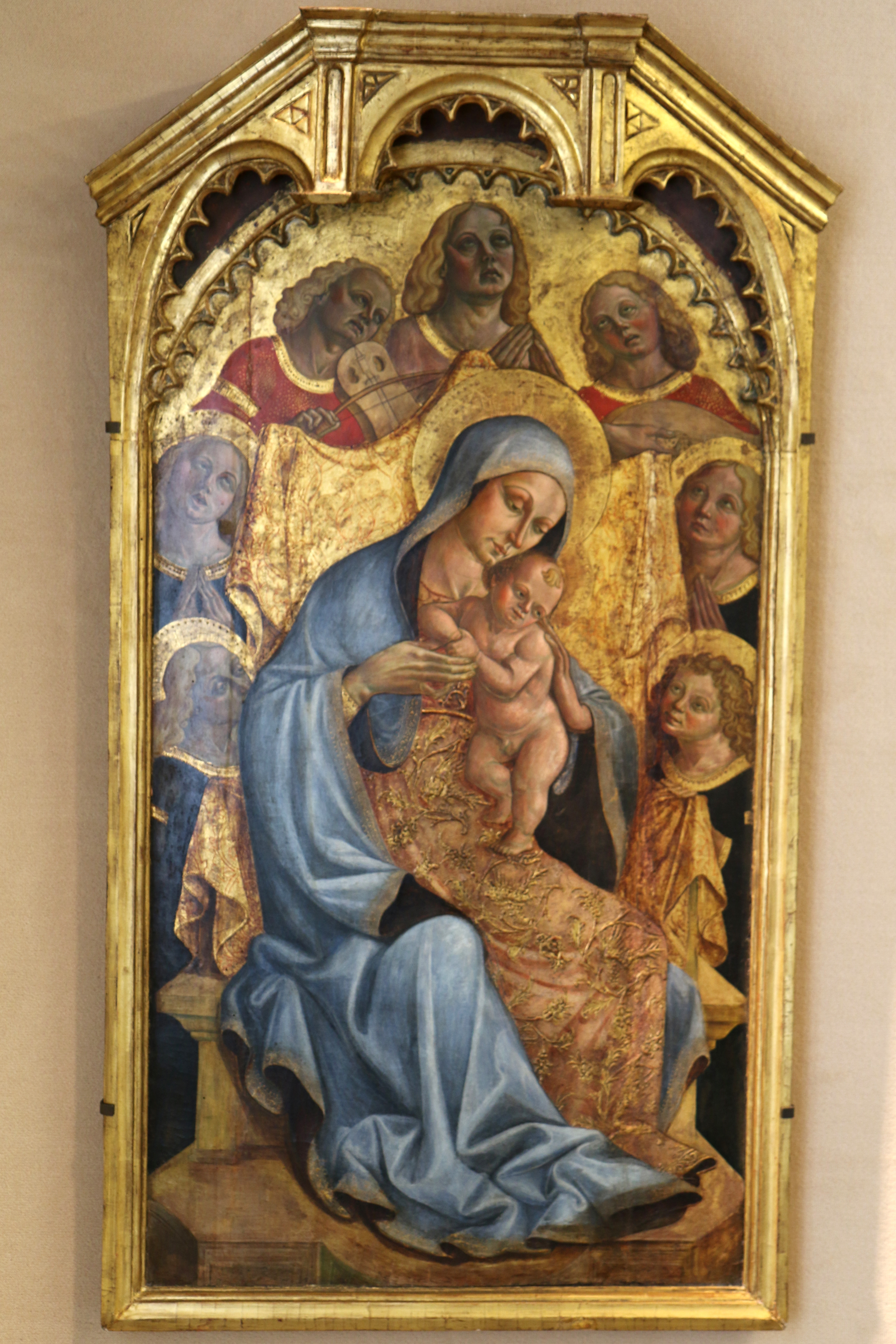
La Vierge et l' Enfant, Musée du Petit Palais, Avignon.

- Polyptyque (1477), Musée du Diocèse, Recanati.
- Vierge à l'Enfant trônant et sept anges (partie centrale de triptyque), Musée du petit Palais, Avignon[1]
- Saint François et Saint Ludovic, panneaux  latéraux de triptyque, Musée du  Diocèse, Recanati
- Crucifixion Pinacle du polyptyque de Matelica, Musée Unterlinden, Colmar
- Crucifixion, partie centrale de triptyque, Musée du petit Palais, Avignon
- Saint Sébastien et sainte Catherine (1470), partie latérale de triptyque, église de Sainte Thérèse, Matelica
- Saint Jean-Baptiste et saint Romuald (1470), partie latérale de triptyque, église Santa Teresa, Matelica
- Vierge à l'Enfant et les saints Nicolas de Bari et Jérôme, triptyque, Pinacothèque civique, Recanati.
- Polyptyque (1477), Musée du Diocèse, Recanati.
- Saint Sébastien, Musée du Diocèse, Camerino. (attribution)
- Vierge à l'Enfant trônant et les saints Antoine abbé et Nicolas de Bari (1480), église  Santa Maria di Castelnuovo, Recanati.
- Adoration des rois mages, Musées du Vatican, Rome
- Assomption de Marie et quatre anges,
- Vierge à l'Enfant et les saints Antoine abbé et Nicolas de Tolentino, Collection Caltagirone, Tempera sur bois de 190 cm × 190 cm, Rome.

### Sources
- (it) Cet article est partiellement ou en totalité issu de l’article de Wikipédia en italien intitulé « Ludovico Urbani » (voir la liste des auteurs).

### Liens
- Peintres nés dans les Marches